# Thomas Pattinson Dick
Thomas Pattinson Dick (* 1903; † 1979) war ein englischer Badmintonspieler. 

## Karriere
Thomas Pattinson Dick siegte 1928 und 1929 bei den Welsh International sowie 1929 bei den Scottish Open, 1930 erneut bei den Welsh International. 1931 war er wieder in Schottland erfolgreich. Im gleichen Jahr belegte er auch Rang zwei im Herreneinzel bei den All England. 1932, 1936 und 1937 siegte er wieder bei den Welsh International. 1939 publizierte er das Buch Badminton - Tactics in Singles and Doubles Play.

## Sportliche Erfolge
| Saison | Veranstaltung                         | Disziplin    | Platz | Name                        |
| ------ | ------------------------------------- | ------------ | ----- | --------------------------- |
| 1928   | Welsh International                   | Mixed        | 1     | T. P. Dick / Hazel Hogarth  |
| 1928   | Welsh International                   | Herreneinzel | 1     | T. P. Dick                  |
| 1929   | Scottish Open                         | Herrendoppel | 1     | T. P. Dick / Frank Hodge    |
| 1929   | Scottish Open                         | Herreneinzel | 1     | T. P. Dick                  |
| 1929   | Wales: Internationale Meisterschaften | Mixed        | 1     | T. P. Dick / Hazel Hogarth  |
| 1930   | Wales: Internationale Meisterschaften | Mixed        | 1     | T. P. Dick / Hazel Hogarth  |
| 1930   | Wales: Internationale Meisterschaften | Herrendoppel | 1     | T. P. Dick / W. Basil Jones |
| 1930   | Wales: Internationale Meisterschaften | Herreneinzel | 1     | T. P. Dick                  |
| 1931   | Scottish Open                         | Mixed        | 1     | T. P. Dick / Marian Horsley |
| 1931   | All England                           | Herreneinzel | 2     | T. P. Dick                  |
| 1932   | Welsh International                   | Mixed        | 1     | T. P. Dick / Hazel Hogarth  |
| 1936   | Welsh International                   | Herreneinzel | 1     | T. P. Dick                  |
| 1937   | Welsh International                   | Herrendoppel | 1     | T. P. Dick / H. E. Baldwin  |